# Manuskrypt paryski A

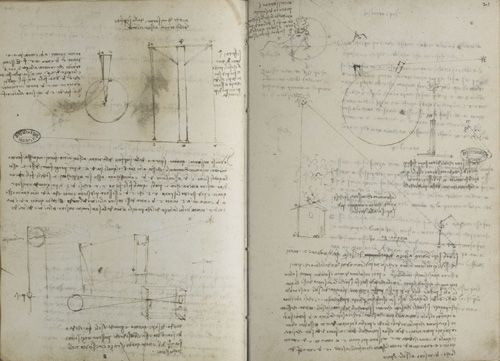
Manuskrypt paryski A

Manuskrypt paryski A – zbiór notatek Leonarda da Vinci pochodzący z ok. 1492 roku. Jego wymiary wynoszą 212 x 147 mm. Liczy 64 karty. Znajduje się w Institut de France. Notatki są poświęcone malarstwu, perspektywie, mechanice i hydrologii. Na podstawie notatek o malarstwie powstała większa część treści Kodeksu Urbinas. Manuskrypt jest datowany na rok 1492, jednak pierwsze notatki mogły powstać ok. 1490 roku.
W latach 40. XIX wieku hrabia Libri wyciął z Manuskryptu karty 81-114. Podobny zabieg przeprowadził na Manuskrypcie paryskim B. W 1875 roku Libri sprzedał wycięte notatki z obu manuskryptów lordowi Ashburnhamowi. Za sprawą lorda Ashburnhama notatki wróciły do zbiorów paryskich w 1890 roku.